# Овчинниковская набережная

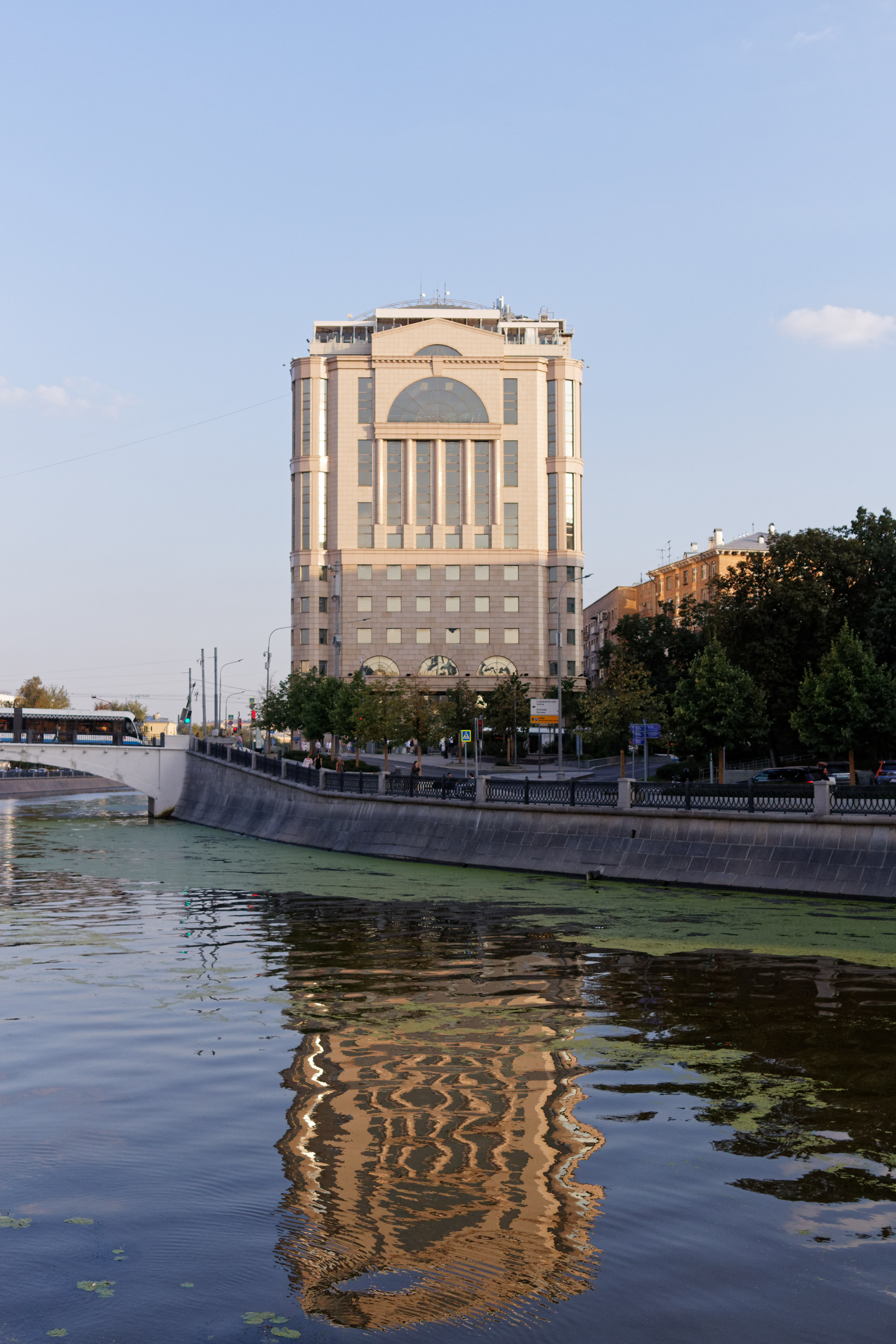
Овчинниковская набережная

Овчи́нниковская на́бережная — набережная по правому (южному) берегу Водоотводного канала в районе Замоскворечье Центрального административного округа города Москвы. Проходит от Пятницкой улицы до Руновского переулка. Нумерация домов ведётся от Пятницкой. На набережную выходят Средний Овчинниковский переулок, Садовнический проезд, Садовнический мост и Комиссариатский мост.

## Происхождение названия
Овчинниковские переулки сложились во второй четверти XVII века как дворцовая слобода овчинников при Конюшенном дворе. Проезд на месте современной набережной возник после прокладки Водоотводного канала в последней четверти XVIII века.

## История
Современные границы набережной, оканчивающейся не у заметного ориентира — Комиссариатского моста, — а у малозаметного Руновского переулка, отражает планировку района, сложившуюся до постройки первого Комиссариатского моста в середине XIX века. Первый Комиссариатский мост располагался существенно восточнее современного — по линии Комиссариатского переулка. До реконструкции 1930-х годов Кузнецкая улица начиналась к югу от Климентовского переулка, а Большой Овчинниковский переулок проходил до набережной примерно по трассе современного Садовнического проезда.
В 1927 году был построен Комиссариатский мост, а Генеральный план реконструкции Москвы 1935 года предполагал замкнуть через него Бульварное кольцо. Этот план не был реализован, но уже после окончания Великой Отечественной войны на трассе кольца было выстроено массивное здание Министерства внешней торговли СССР (современный МЭРТ). Квартал между Комиссариатским мостом и Руновским переулком значительно перестроен в 1990-е-2000-е годы.

## Реконструкция и благоустройство
В 2019 году Овчинниковская набережная вместе с Озерковской была комплексно благоустроена с учетом интересов пешеходов. В рамках работ был расширен тротуар. Автомобильное движение сохранилось, однако после реконструкции для машин на Овчинниковской набережной оставили только одну полосу движения вместо двух, а ее ширину привели в соответствие с нормативами. Были также пересмотрены парковочные места.
На набережных организованы зоны отдыха — в этих целях здесь поставили скамейки и садовые диваны разных дизайнов, парковые стулья. Провели озеленение, для велосипедистов поставили велопарковки.

## Примечательные здания и сооружения
По нечётной стороне — Водоотводный канал
По чётной стороне:
- № 2/1 — «Торговый дом наследников П. А. Смирнова», 2-я половина XIX века, арх. военный инженер Н. А. Гейнц
- № 2/5, 6 — застройка XIX века
  - № 6 стр. 1 — офис оператора связи «Демос», один из первых узлов советского Интернета, откуда передавались в СССР новости во время блокады СМИ в ходе «Августовского путча» 1991 года[3]. По воспоминаниям директора предприятия М. Давидова[4], для получения ордера на аренду данного здания он в 1989 году предоставил Юрию Лужкову и Гавриилу Попову редкие и дорогие в то время сотовые телефоны.
- Средний Овчинниковский переулок, 1 стр. 1 — жилой дом XVIII века с палатами XVII
- Средний Овчинниковский переулок, 10 — палаты XVII—XVIII веков
- № 18 — Министерство экономического развития и торговли РФ. Внутри здания заключён Храм Михаила Архангела в Овчинниках, середины XVII века
- № 22/24, стр. 2 — жилой дом. Здесь жил актёр Игорь Старыгин[5].

## Транспорт
- Метро Новокузнецкая (300 м) и Третьяковская.